# Het collectief geheugen (Nederlands televisieprogramma)
Het collectief geheugen is een Nederlands televisieprogramma dat werd uitgezonden door RTL 4. De presentatie van het programma was in handen van Chantal Janzen, zij werd in het programma bijgestaan door Jan Jaap van der Wal en Diederik Ebbinge.

## Format
In het programma gingen twee teams, onder leiding van presentatrice Chantal Janzen, terug in de geschiedenis en beargumenteren op een ludieke wijze waarom een bepaalde gebeurtenis, voorwerp of persoon moet worden opgenomen in het nationaal collectief geheugen. De teams bestonden uit teamleiders Jan Jaap van der Wal en Diederik Ebbinge en elke week ontvingen zij beide een bekende Nederlander als gast.
Elke aflevering komt er ook een bekende Nederlander die aangewezen wordt als de 'geschiedschrijver', diegene maakt uiteindelijk de beslissing welk team zijn gebeurtenis, voorwerp of persoon definitief wordt opgenomen in het collectief geheugen.

## Afleveringsoverzicht

### Seizoen 1 (2015)
| Afl. | Uitzenddatum     | Team                 | Team             | Geschiedschrijver       | Kijkcijfers |
| Afl. | Uitzenddatum     | Jan Jaap van der Wal | Diederik Ebbinge | Geschiedschrijver       | Kijkcijfers |
| ---- | ---------------- | -------------------- | ---------------- | ----------------------- | ----------- |
| 1    | 17 oktober 2015  | Art Rooijakkers      | Kees Tol         | Jörgen Raymann          | 1.243.000   |
| 2    | 24 oktober 2015  | Angela Groothuizen   | Roel van Velzen  | Jack Spijkerman         | 1.156.000   |
| 3    | 31 oktober 2015  | Henny Huisman        | Carlo Boszhard   | Frits Barend            | 1.249.000   |
| 4    | 7 november 2015  | Bridget Maasland     | Dennis Weening   | Marga van Praag         | 1.037.000   |
| 5    | 14 november 2015 | John Williams        | Irene Moors      | Jort Kelder             | 1.120.000   |
| 6    | 21 november 2015 | Jelka van Houten     | Thomas Acda      | Margriet van der Linden | 1.239.000   |
| 7    | 28 november 2015 | Heleen van Royen     | Susan Smit       | Wouke van Scherrenburg  | 925.000     |

### Seizoen 2 (2016)
| Afl. | Uitzenddatum     | Team                 | Team               | Geschiedschrijver | Kijkcijfers |
| Afl. | Uitzenddatum     | Jan Jaap van der Wal | Diederik Ebbinge   | Geschiedschrijver | Kijkcijfers |
| ---- | ---------------- | -------------------- | ------------------ | ----------------- | ----------- |
| 1    | 29 oktober 2016  | Froukje de Both      | Jamai Loman        | Catherine Keyl    | 1.126.000   |
| 2    | 5 november 2016  | Luuk Ikink           | Jan Kooijman       | Max Westerman     | 995.000     |
| 3    | 12 november 2016 | Peter Pannekoek      | Britt Dekker       | Ernst Daniël Smid | 1.043.000   |
| 4    | 19 november 2016 | Marjolein Keuning    | Babette van Veen   | Theo Hiddema      | 974.000     |
| 5    | 26 november 2016 | Lieke van Lexmond    | Thijs Römer        | Ad Visser         | 1.112.000   |
| 6    | 3 december 2016  | Rick Brandsteder     | Ron Brandsteder    | Frits Barend      | 1.053.000   |
| 7    | 10 december 2016 | Emile Roemer         | Alexander Pechtold | Frits Wester      | 855.000     |

## Vlaamse versie
In 2018 verscheen er een Vlaamse versie onder dezelfde naam, deze werd gepresenteerd door Kamal Kharmach en uitgezonden door televisiezender Eén.